# Эспланадная улица (Киев)
Эсплана́дная улица — улица в Печерском районе города Киева. Пролегает от Бассейной улицы до улицы Саксаганского.
К Эспланадной улице присоединяется Рогнединская улица.
Протяжённость — 500 м.

## История

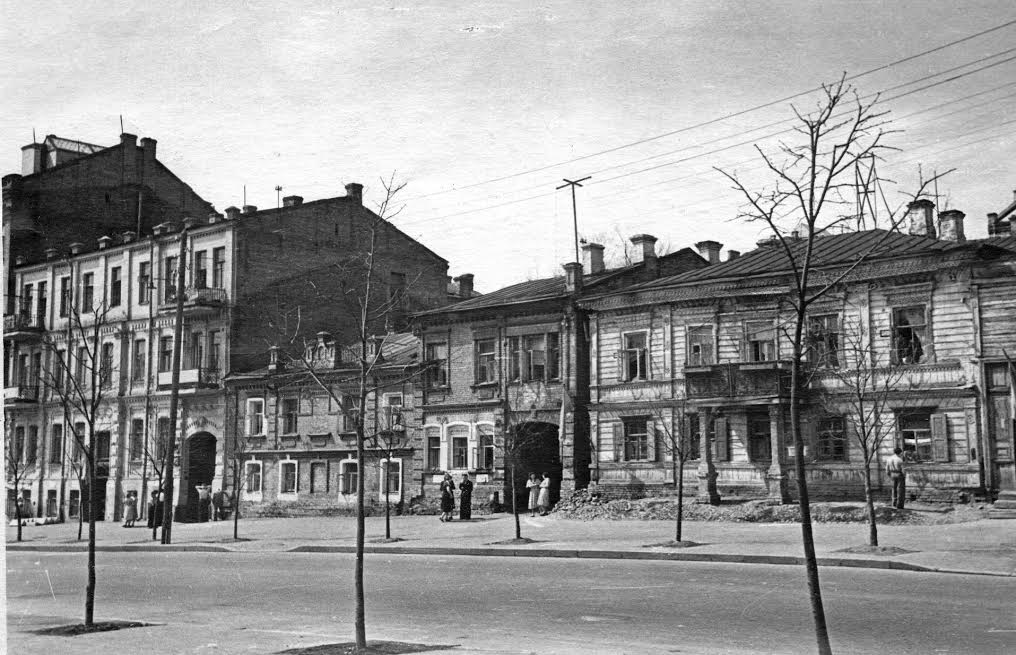
Дома 24, 26 и 28 по ул. Прозоровской (Эспланадной) в Киеве 1 мая 1955 года. Снимок А.Т.Бормотова

Улица возникла в 1-й половине XIX ст. До 1869 года и с 1993 года имела современное название, которое происходит от эспланады Новой Печерской, или Николаевской крепости (эспланада — незастроенная территория между укреплением и городом). В 1869—1938 годах вместе с нынешней улицей Василия Тютюнника и до 1952 года отдельно имела название Прозоровская. В 1952—1993 годах носила имя советского партийного и государственного деятеля Куйбышева Валериана Владимировича (1888 — 1935). Улицы Академика Богомольца и Омельяновича-Павленко в прошлом также имели название Эспланадная, улица Григория Царика — Эспланадный переулок.

## Застройка
На улице сохранилось несколько домов дореволюционной застройки. Один из них — доходный дом, принадлежавший купцу Андрею Петровичу Слинко (№ 30). В нём в 1902—1904 годах жил писатель Михаил Булгаков.
Во второй половине XIX ст. на улице размещались дома порока, которые переехали сюда с Андреевского спуска и местности Кресты (район современной улицы Михаила Омельяновича-Павленко). В 1885 году там произошёл громкий скандал — в одном из таких домов умер тогдашний гражданский губернатор С. Н. Гудим-Левкович. Из-за этого генерал-губернатор А. Р. Дрентельн приказал перенести все дома порока на окраинную улицу Ямскую.

## Важные учреждения
- Главное управление региональной статистики Государственной службы статистики Украины (дом № 4-6)
- Государственный комитет Украины по надзору за охраной труда (дом № 8/10)
- Министерство социальной политики Украины (дом № 8/10)
- Министерство Украины по делам семьи, молодёжи и спорта (дом № 42)
- Музей спортивной славы Украины (дом № 42)

## Географические координаты
координаты начала 50°26′22″ с. ш. 30°31′24″ в. д.
координаты конца 50°26′09″ с. ш. 30°31′14″ в. д.

## Транспорт
Движение по улице одностороннее, покрытие — асфальт.
- Троллейбусы 3, 9, 14, 15, 40
- Автобус 55, 69, 137Н
- Маршрутные такси 171, 411, 427
- Трамвайная линия существовала до 2001 года
- Станция метро «Дворец Спорта»